# Prix Picto
Ocenění Prix Picto (Picto Fashion Photography Award) uděluje každoročně od roku 1998 módnímu fotogragovi do pětatřiceti let francouzská laboratoř Picto a je podporována nadačním foncem Picto Foundation. Odměna je udělována mladému fotografovi jako zvláštní uznání.
Porota je složena z osobností z oblastí umění a módy. V roce 2008 v ní mimo jiné byli: Éric Colmet-Daâge a Louis Decamps, jeden z prvních, kdo ocenění získal.

## Seznam vítězů
- 2021 – Natalia Evelyn Bencicova, 1. místo[2]
  - Laurent Poleo-Garnier, 2.
  - Olivia Malena Vidal, 3.

- 2020
  - Chiron Duong, 1. místo
  - Lucie Khahoutian, 2. místo
  - Gabriel Dia, 3. místo

- 2019 – ?

- 2018 – ?

- 2017
  - Pascale Arnaud
  - Elsa & Johanna
  - William Waterworth

- 2016
  - Laurent Henrion
  - Julie Poncet
  - Sasha Marro

- 2015
  - Laura Bonnefous
  - Juliette Jourdain
  - Jean-Philippe Lebée

- 2014
  - Charlotte Abramow
  - Solène Ballesta
  - Victoire Le Tarnec

- 2013
  - Tingting Wang (vítěz)
  - Alice Pavesi Fiori (zvláštní cena)

- 2012
  - Oliver Fritze (vítěz)[3]
  - Alexandra Taupiac (zvláštní cena)
- 2011
  - Diane Sagnier (vítěz)
- 2010 - Isabelle Chapuis (vítěz)
- 2009
  - Eva Sakellarides (vítěz)
  - Romain Sellier (zvláštní cena)
- 2008 - Suzie Q & Léo Siboni (vítězové)
- 2007
  - Jaïr Sfez (vítěz)
  - Kourtney Roy (zvláštní cena)

- 2006
  - Elene Usdin (vítěz)
  - Henrike Stahl (zvláštní cena)
- 2005 - Vincent Gapaillard (vítěz)
- 2004 - Stéphanie Erard (vítěz)
- 2003
  - Marjolijn de Groot (vítěz)
  - Hermanna Prinsen (zvláštní cena)
- 2002
  - Sofia Sanchez & Mauro Mongiello (vítězové)
  - Camille Vivier (zvláštní cena)
- 2001 - Christian Lesemann (vítěz)
- 2000
  - Dmon Prunner (vítěz)
  - Daniele Tedeschi (zvláštní cena)
- 1999 - André Wollf (vítěz)
- 1998
  - Louis Decamps (vítěz)
  - Marcus Mâm a Valérie Mathilde (zvláštní ceny)